# Erythria rudobreva
Erythria rudobreva är en insektsart som beskrevs av Irena Dworakowska 1993. Erythria rudobreva ingår i släktet Erythria och familjen dvärgstritar. Inga underarter finns listade i Catalogue of Life.